# Gillian Vigman
Gillian Vigman, född 28 januari 1972 i New Jersey, är en amerikansk skådespelare.
Vigman har bland annat medverkat i TV-serierna Star Trek: Lower Decks och New Girl. Han har även medverkat i filmen The Holdovers.

## Filmografi i urval
- 2003–2004 – Mad TV (TV-serie)
- 2006 – En lysande jul
- 2008 – Step Brothers
- 2009 – Aliens in the Attic (TV-serie)
- 2011 – Baksmällan del II
- 2011–2013 – Suburgatory (TV-serie)
- 2011–2018 – New Girl (TV-serie)
- 2021–2022 – The Sex Lives of College Girls (TV-serie)
- 2020–2022 – Star Trek: Lower Decks (TV-serie)
- 2023 – The Holdovers